# Mýki
Mýki är en ort i Grekland.   Den ligger i prefekturen Nomós Xánthis och regionen Östra Makedonien och Thrakien, i den nordöstra delen av landet, 400 km norr om huvudstaden Aten. Mýki ligger 357 meter över havet och antalet invånare är 1 130.
Terrängen runt Mýki är huvudsakligen kuperad. Mýki ligger nere i en dal. Runt Mýki är det tätbefolkat, med 331 invånare per kvadratkilometer. Närmaste större samhälle är Xánthi, 12,4 km söder om Mýki. Omgivningarna runt Mýki är en mosaik av jordbruksmark och naturlig växtlighet.